# CFIT
CFIT (Controlled Flight Into Terrain、一般的にシーフィット（cee-fit）と呼ばれる) は航空事故の一形態で、耐空証明を受け問題のない航空機が問題のないパイロット（操縦士）によって操縦されている場合に、衝突の可能性に気付かないまま山や地面、水面、障害物等に衝突する事故のことである。その多くはパイロットの操縦ミスや不注意、状況に対する誤った対応に起因する。CFITと言う用語は1970年代後半にボーイング社エンジニアが命名したとされる。
機材の故障や乱気流等の外部要因により制御不能（LOC-I : Loss Of Control In-Flight）に陥った結果（日本航空123便墜落事故など）や、ハイジャック等によるパイロット以外の操縦による地表衝突（アメリカン航空77便テロ事件など）、およびパイロット自身の（自殺を企図した）明らかな故意によると思われるもの（LAMモザンビーク航空470便墜落事故、ジャーマンウイングス9525便墜落事故）も事故原因の文脈においては通常CFITとはみなされない。
パイロットの技量や経験に関わらず、CFIT は起こりうるものであり、その原因の多くは疲労や睡眠不足などによるパイロットの注意力の低下や方向感覚の喪失によるものである。CFITの多くに共通する状況としては、雲天や濃霧による視界の不良、山や丘陵などの隆起した地形への衝突、及び着陸降下中である事などが挙げられるが、必ずしもこれに限定されない。
現代においては対地接近警報装置 (GPWS・EGPWS) などの機器が整備され、CFITの発生率は減少しつつあるが、GPWSの警告をパイロットが軽視・無視したことによりCFITに至る（2012年スホーイ・スーパージェット100の墜落事故）など、現代においても依然として発生しうる事故である。
ボーイングによると、CFIT は人命の損失を伴う航空機事故の主な原因であり、民間ジェット機の登場以来 9,000 人以上の死者を出しているという。 また、2008 年から 2017 年の間に国際航空運送協会(IATA)が収集したデータによると、民間航空機事故においてCFITを原因とする事故は全体の6%を占め、飛行中の制御不能（LOC-I）に次いで2番目に高い死亡事故カテゴリーに分類されている。

## 事故例

### 1950年以前
- 1947年8月2日 - ブリティッシュサウスアメリカン航空スターダスト号事故
- 1949年10月28日 -  エールフランスロッキード コンステレーション墜落事故

### 1950年代
- 1951年6月21日 - パンアメリカン航空 151便 (en:Pan Am Flight 151)
- 1953年9月1日 - エールフランス178便墜落事故
- 1956年9月9日 - トランス・カナダ航空（現、エア・カナダ） 810便 (en:Trans-Canada Air Lines Flight 810)
- 1957年2月1日 - ノースイースト航空 823便 (en:Northeast Airlines Flight 823)
- 1958年12月24日 - 英国海外航空(BOAC) G-AOVD (en:Air Crash at Winkton G-AOVD 24th Dec 1958)
- 1959年2月3日 - アメリカン航空 320便 (en:American Airlines Flight 320)
- 1959年2月3日　- アメリカ、アイオワ州クリアレイクにおいて、歌手であったバディ・ホリー、リッチー・ヴァレンス、ビッグ・ボッパーの3人を乗せた小型機が墜落。詳細は音楽が死んだ日を参照。

### 1960年代
- 1960年6月10日 -トランス・オーストラリア航空（現、オーストラリア航空） 538便 (en:TAA Fokker Friendship disaster)
- 1965年8月16日 - ユナイテッド航空389便墜落事故
- 1965年11月8日 - アメリカン航空383便事故

### 1970年代
- 1970年11月14日 - サザン航空 932便：バージニア州西部、ハンチントン近郊の山へ衝突。乗員乗客75名全員が死亡した。 (en:Southern Airways Flight 932)
- 1971年9月4日 - アラスカ航空1866便墜落事故
- 1972年6月14日 - 日本航空ニューデリー墜落事故：事故原因については日本政府とインド政府で見解が異なっており、日本政府はILSの電波に問題があったとしている。
- 1972年10月13日～12月23日 - ウルグアイ空軍機571便遭難事故
- 1972年12月29日 - イースタン航空401便墜落事故
- 1973年6月20日 - アエロメヒコ航空229便墜落事故
- 1973年7月31日 - デルタ航空723便着陸失敗事故
- 1974年12月1日 - トランス・ワールド航空514便墜落事故
- 1979年11月28日 - ニュージーランド航空901便エレバス山墜落事故

### 1980年代
- 1981年12月1日 - イネックス・アドリア航空1308便墜落事故 、通称"Mt. San Pietro disaster"
- 1982年1月18日 - 通称"Diamond Crash"事故(en:1982 Thunderbirds Indian Springs Diamond Crash)
- 1983年11月27日 - アビアンカ航空011便墜落事故
- 1985年1月1日 - イースタン航空980便墜落事故
- 1986年10月19日 - モザンビーク大統領サモラ・マシェルを乗せたツポレフ Tu-134が墜落。大統領を含む34名が犠牲になった。
- 1988年1月19日 - トランス・コロラド航空2286便墜落事故
- 1988年5月17日 - アビアンカ航空410便墜落事故
- 1988年10月19日 - インディアン航空113便墜落事故
- 1989年2月8日 - インディペンデント航空1851便墜落事故
- 1989年2月19日 - フライング・タイガー・ライン66便墜落事故
- 1989年6月7日 - スリナム航空764便墜落事故

### 1990年代
- 1990年2月14日 - インディアン航空605便墜落事故
- 1992年7月31日 - タイ国際航空311便墜落事故
- 1992年9月28日 - パキスタン国際航空268便墜落事故
- 1993年12月1日 - ノースウエスト・エアリンク5719便墜落事故
- 1995年11月12日 - アンセット・ニュージーランド航空703便墜落事故
- 1995年11月12日 - アメリカン航空1572便着陸失敗事故
- 1995年12月20日 - アメリカン航空965便墜落事故
- 1996年12月24日 - チャーター機（機体登録番号N388LS）のCFITが原因と思われる事故。機体の残骸は3年後の1999年11月13日に発見された。 -  (en:1996 New Hampshire Learjet crash)
- 1997年8月6日 - 大韓航空801便墜落事故：ソウル発グアム行きボーイング747-300型機が、グアム国際空港へ進入中にCFITで墜落、乗員乗客228人が死亡した。

### 2000年代
- 2001年11月24日 - クロスエア3597便墜落事故
- 2003年9月14日 - アメリカ空軍マウンテンホーム基地（アメリカ合衆国アイダホ州）のガンファイター・スカイズで墜落事故。
- 2005年2月3日 - カーム航空 904便 (en:Kam Air Flight 904)
- 2007年11月30日 - アトラスジェット 4203便 (en:Atlasjet Flight 4203)
- 2008年2月21日 - サンタバーバラ航空518便墜落事故

### 2010年代
- 2010年7月18日 - エアブルー202便墜落事故
- 2013年7月6日 - アシアナ航空214便着陸失敗事故
- 2014年7月23日 - トランスアジア航空222便着陸失敗事故